# آرثر دي. هيرشي
آرثر دي. هيرشي هو سياسي أمريكي، ولد في 14 نوفمبر 1937 في Kinzers, Pennsylvania ‏ في الولايات المتحدة. نشط حزبياً في الحزب الجمهوري. وقد انتخب عضو مجلس نواب بنسيلفانيا ‏.